# 道格拉斯鎮區 (愛荷華州阿珀努斯縣)
道格拉斯鎮區（英語：Douglas Township）是位於美國愛荷華州阿珀努斯縣的一個行政鎮區。

## 地方資料
根據2010年美國人口普查的數據，道格拉斯鎮區的面積為55.51平方千米，當中陸地面積為55.47平方千米，而水域面積為0.04平方千米。當地共有人口187人，而人口密度為每平方千米3.37人。